# Phryxe carceli
Phryxe carceli là một loài ruồi trong họ Tachinidae.